# Ірколь
Ірко́ль (каз. Иіркөл) — село у складі Кизилорджинської міської адміністрації Кизилординської області Казахстану. Входить до складу Тасбугетської селищної адміністрації.
У радянські часи село називалось Прудове хозяйство.
Населення — 44 особи (2021; 112 у 2009, 268 у 1999, 324 у 1989).